# С Рачков всичко е възможно
„С Рачков всичко е възможно“ е българска версия на шоуто Vendredi tout est permis, чийто първи сезон стартира на 10 септември 2022 година.

## Сезони
| Сезон | Сезон | ТВ канал | Година | Епизоди | Старт        | Финал      |
| ----- | ----- | -------- | ------ | ------- | ------------ | ---------- |
|       | 1     | Нова ТВ  | 2022   | 13      | 10 септември | 3 декември |
|       | 2     | Нова ТВ  | 2023   | 12      | 10 септември | 3 декември |

## Формат
По осем популярни българи се впускат в различни предизвикателства, без предварителен сценарий, а с импровизация от страна на участниците във всеки епизод на „С Рачков всичко е възможно“. Те ще пеят, танцуват, импровизират, познават, играят разнообразни игри. Шоуто няма състезателен характер, нито отбори и жури. Целта е участниците, докато се забавляват, да забавляват зрителите.